# Czech Juniors 2015
Das Turnier Czech Junior 2015 als bedeutendstes internationales Nachwuchsturnier von Tschechien im Badminton fand vom 20. bis zum 22. November 2015 in Orlová statt.

## Sieger und Platzierte
| Disziplin    | Gold                                       | Silber                             | Bronze                              |
| ------------ | ------------------------------------------ | ---------------------------------- | ----------------------------------- |
| Herreneinzel | Jan Louda                                  | Mathias Jørgensen                  | Ondřej Král                         |
| Herreneinzel | Jan Louda                                  | Mathias Jørgensen                  | Steven Stallwood                    |
| Dameneinzel  | Réka Madarász                              | Monika Světničková                 | Magdalena Lajdová                   |
| Dameneinzel  | Réka Madarász                              | Monika Světničková                 | Vivien Sándorházi                   |
| Herrendoppel | Aleksander Jabłoński Paweł Śmiłowski       | Petr Beran Jan Louda               | Martin Cerkovnik Urban Herman       |
| Herrendoppel | Aleksander Jabłoński Paweł Śmiłowski       | Petr Beran Jan Louda               | Michal Hubáček Jan Somerlík         |
| Damendoppel  | Wiktoria Dąbczyńska Aleksandra Goszczyńska | Zuzanna Glijer Karolina Władzińska | Magdalena Lajdová Denisa Šikalová   |
| Damendoppel  | Wiktoria Dąbczyńska Aleksandra Goszczyńska | Zuzanna Glijer Karolina Władzińska | Ema Cizelj Petra Polanc             |
| Mixed        | Paweł Śmiłowski Magdalena Świerczyńska     | Michal Hubáček Monika Světničková  | Petr Beran Tereza Švábíková         |
| Mixed        | Paweł Śmiłowski Magdalena Świerczyńska     | Michal Hubáček Monika Světničková  | Robert Cybulski Wiktoria Dąbczyńska |